# Poldne
Póldne ali póldan, z dobesednim pomenom na pol dneva, je astronomski izraz za trenutek v dnevu, ko Sonce navidezno zavzame najvišjo lego nad krajevnim obzorjem, nasprotno od polnoči, ko ima najnižjo.
V istem časovnem pasu, ki ima hkrati poldne se seveda ne upošteva lega Sonca, ampak za cel pas velja ista ura.
Opoldne je ura 12:00 (12 ur in 0 minut) ali pa 12:00 AM. Do 12h je dopoldne, kasneje pa popoldne.